# Paul Ince
Paul Emerson Carlyle Ince (ur. 21 października 1967 w Ilford) – angielski piłkarz i występujący na pozycji pomocnika, później trener. Jest ojcem Toma Ince’a – piłkarza Huddersfield.
Swoją profesjonalną karierę zaczynał w West Ham United. Następnie przeszedł do Manchesteru United, gdzie stał się jednym z najbardziej wartościowych pomocników w Europie, dopóki nie pokłócił się z menedżerem Alexem Fergusonem. W 1995 za 7 milionów funtów został sprzedany do Interu Mediolan, gdzie spędził 2 lata. Do Anglii powrócił jako piłkarz  Liverpool FC, w barwach którego grał przez dwa sezony, zanim przeszedł do Middlesbrough. Ince opuścił Middlesbrough w 2002, aby przemyśleć swoją piłkarską przyszłość. Ostatecznie w tym samym roku zdecydował się na grę w Wolverhampton Wanderers. W 2006 roku rozstał się jednak z zespołem i podpisał roczny kontrakt z Swindon Town, gdzie był jednocześnie trenerem. 23 października przeniósł się do Macclesfield. W 2007 roku został trenerem drużyny Milton Keynes Dons. 22 czerwca został trenerem Blackburn Rovers F.C. Na tym stanowisku zastąpił Marka Hughesa, który objął inny angielski klub – Manchester City F.C. 16 grudnia został zwolniony z tego stanowiska z powodu słabych wyników klubu. 3 lipca 2009 roku powrócił na stanowisko trenera występującego w angielskiej trzeciej lidze MK Dons. Zespół ten prowadził do kwietnia 2010 roku, kiedy to zrezygnował ze stanowiska. 28 października został trenerem Notts County.
Wystąpił w 53 meczach w reprezentacji Anglii w barwach której grał m.in. na Mistrzostwach Europy 1996, Mistrzostwach Świata 1998 i Mistrzostwach Europy 2000. Debiutował w reprezentacji we wrześniu 1992 w meczu z Hiszpanią. Był pierwszym czarnoskórym kapitanem reprezentacji Anglii.